# Очаковский путепровод
Оча́ковский путепрово́д — автодорожный путепровод над железнодорожными путями Киевского направления Московской железной дороги в составе СЗХ; район Очаково-Матвеевское ЗАО Москвы. Идентификатор мостового сооружения 90953. Открыт 30 декабря 2015 года. Часть южного участка Северо-Западной хорды (СЗХ). Соединяет Рябиновую и Никулинскую улицы.

## Расположение
Очаковский путепровод над железнодорожными путями Киевского направления Московской железной дороги соединяет Рябиновой улицу с Никулинской улицей и входит в состав южного участка Северо-Западной хорды (СЗХ).
Находится в районе Очаково-Матвеевское ЗАО Москвы. Идентификатор мостового сооружения 90953.

## История
Открыт 30 декабря 2015 года.

### Назначение
Новый путепровод на Рябиновой улице улучшит движение на западе Москвы; по словам Мэра Москвы, 
появление этого объекта городской инфраструктуры позволит разгрузить дороги столицы. Объект ... построен одновременно с плановым переустройством Рябиновой улицы в Очаково–Матвеевском и Можайском районах и пройдет над ж/д путями МЖД Киевского направления.

## Интересные факты
Также Очаковским путепроводом называют и путепровод на МКАД.